# فريدريك جورج غيد
فريدريك جورج غيد (بالبوكمول: Fredrik Gade) هو طبيب ومحرر نرويجي، ولد في 21 مارس 1855 في برغن في النرويج، وتوفي في 1 مارس 1933 في فستره آكر في النرويج بسبب سرطان الرئة.